# Вила-Базар
Ви́ла-База́р (рос. Выла-Базар, чув. Вылпасар) — присілок у складі Аліковського району Чувашії, Росія. Входить до складу Шумшеваського сільського поселення.
Населення — 41 особа (2010; 61 у 2002).
Національний склад:
- чуваші — 98 %